# Nukunonu
Nukunonu – koralowy atol w archipelagu Tokelau, należący administracyjnie do terytorium zależnego Nowej Zelandii – Tokelau. Atol stanowi jednocześnie jednostkę administracyjną o takiej samej nazwie.
Atol ma powierzchnię 5,46 km² (jest to największy atol archipelagu) i otacza wewnętrzną lagunę o powierzchni około 90 km². W skład atolu wchodzi 13 większych wysp i kilkadziesiąt drobnych wysepek, z których najważniejsze to: Tokelau, Na Taulaga, Te Puka i Mua, Motuhaga, Nukunonu, Te Alofi. Liczba ludności w poszczególnych latach:
| 2006 | 2011 |
| ---- | ---- |
| 426  | 397  |

Jedyną osadą atolu jest Nukunonu położone na wyspie Nukunonu i częściowo na wyspie Motuhaga (oddzielonej od wyspy Nukunonu 20-metrowej szerokości płytkim kanałem). Osada jest zamieszkana przez 89 osób.
Atol został odkryty w 1791 roku. W 1889 Wielka Brytania ustanowiła protektorat nad atolem (wraz z pozostałymi Wyspami Tokelau), włączając go w 1916 do brytyjskiej kolonii Wyspy Gilberta i Lagunowe. W 1925 Brytyjczycy przekazali administrację Nowej Zelandii. W latach 1926–1948 atol był zarządzany z Samoa Zachodniego (wówczas również terytorium zależnego Nowej Zelandii). Obecnie jest nadal zarządzane przez Nową Zelandię na mocy Tokelau Act z 1948 (z poprawkami z 1963 i 1999). Do 1979 do atolu roszczenia zgłaszały Stany Zjednoczone.
Do władz atolu należy Faipule (szef rady, wódz), Pulenuku (burmistrz) i Taupulega (rada starszych).